# Parasophronica phlyaroides
Parasophronica phlyaroides là một loài bọ cánh cứng trong họ Cerambycidae.